# Rudnik (Srbica)
Pour les articles homonymes, voir Rudnik.
Runik en albanais et Rudnik en serbe latin (en serbe cyrillique : Рудник) est une localité du Kosovo située dans la commune/municipalité de Skenderaj/Srbica et dans le district de Mitrovicë/Kosovska Mitrovica. Selon le recensement kosovar de 2011, elle compte 1 586 habitants.

## Histoire
Sur le territoire de Runik/Rudnik se trouve un site archéologique dont les vestiges remontent au Néolithique. Dans le village, l'église Saint-Georges et son cimetière datent du XVIe siècle. Ces deux ensembles, mentionnés par l'Académie serbe des sciences et des arts, sont inscrits sur la liste des monuments culturels du Kosovo.

## Démographie

### Évolution historique de la population dans la localité
| 1948 | 1953 | 1961 | 1971  | 1981  | 1991  | 2011  |
| ---- | ---- | ---- | ----- | ----- | ----- | ----- |
| 764  | 776  | 922  | 1 006 | 1 452 | 1 816 | 1 586 |

|  |

### Répartition de la population par nationalités (2011)
En 2011, les Albanais représentaient 99,31 % de la population.